# Sorba (Piemont)
Sorba ist ein italienisches Dorf der Gemeinde Pareto in der Region Piemont. Es liegt auf einer Höhe von etwa 410 Metern über Normalnull etwa 2,3 Kilometer südlich von Pareto. Die Haupteinnahmequelle des Dorfes ist die Forst- und Landwirtschaft.